# Homme de Wushan
L'Homme de Wushan (chinois : 巫山人 ; pinyin : wūshān rén) est le nom donné à des fragments fossiles d'hominidé découverts en 1985 sur le site de Longgupo, dans le xian de Wushan de la municipalité de Chongqing, en Chine centrale. Ils sont constitués d'un fragment de mandibule droite portant deux molaires usées, d'une part, et d'une incisive supérieure isolée, d'autre part.
Datée d'environ 2,5 millions d'années, cette mandibule fossile appartient à la famille des hominidés, mais son attribution précise demeure débattue entre la sous-famille des ponginés et la sous-tribu des hominines.

## Historique
La grotte de Longgupo est appelée « Éboulis de l'os de dragon » en raison de l'effondrement du toit et des murs de la grotte. Elle se situe dans le village de Zhenlongping, bourg de Miaoyu, dans le xian de Wushan de la municipalité de Chongqing, dans la zone des Trois Gorges, à 20 km au sud du Yangzi Jiang. Elle a été reconnue comme site fossilifère en 1984, et a d'abord été fouillée de 1985 à 1988 par une équipe de scientifiques chinois dirigée par Huang Wanpo, de l'Institut de paléontologie des vertébrés et de paléoanthropologie de Pékin, et par le Musée national de Chongqing.
En 1985, une incisive supérieure et un fragment droit de mandibule contenant une prémolaire et une molaire furent découverts avec des fossiles d'animaux, dont les dents d'un type éteint de grand singe, le Gigantopithèque, et des restes d’Ailuropoda microta, un ancêtre du panda géant.
Les premiers rapports de fouille parurent dans des revues chinoises et n'attirèrent pas l'attention en dehors de la Chine. En 1992, le paléoprimatologue américain Russell Ciochon (en) fut invité à Longgupo pour examiner la mandibule et tenter de déterminer sa taxonomie. Ciochon et des paléoanthropologues chinois publièrent leurs conclusions en 1995 dans la revue Nature, attribuant les fossiles à une espèce d'hominine encore inconnue.
Les fouilles menées entre 1997 et 1999, puis entre 2003 et 2006, permirent de mettre au jour des outils de pierre et d'autres fossiles d'animaux, comprenant les restes de 120 espèces de vertébrés, dont 116 de mammifères. Ceci suggère que ces animaux vivaient alors dans un environnement de forêt subtropicale.

### Premières datations
La présence de fossiles de Sinomastodon, de Nestoritherium, d'Equus yunnanensis, et d'Ailuropoda microta dans le niveau où a été trouvée la mandibule suggérait que celle-ci remontait au Pléistocène inférieur ou au Pliocène supérieur, c'est-à-dire à une époque d'environ 2,6 millions d'années avant le présent.
En 1992, une équipe de recherche sino-américano-canadienne avait daté la couche contenant les restes fossiles par le paléomagnétisme et avait proposé un âge compris entre 1,78 et 1,98 million d'années. En 2007, des datations des couches contenant les fossiles, réalisées par des paléoanthropologues chinois, ont donné un âge compris entre 2 et 2,04 millions d'années.

### Implications
D'après l'article de Nature publié en 1995, « Cette nouvelle preuve suggère que les hominines sont entrés en Asie il y a plus de deux millions d'années, ce qui coïncide avec la première diversification du genre Homo en Afrique. De toute évidence, le premier hominine à pénétrer en Asie était une espèce différente d'Homo erectus, et qui possédait une technologie basée sur l'utilisation de la pierre. Un hominine pré-erectus présent sur ce continent dès 1,9 Ma fournit les bases les plus probables pour l'évolution in situ de l'Homo erectus en Asie. »
Ce fossile semblait ainsi d'une importance cruciale pour l'étude de l'origine de l'Humanité, car il suggérait qu'Homo ergaster n'était pas la première espèce humaine à avoir quitté l'Afrique, et pouvait soutenir la théorie d'une évolution d'une forme archaïque vers Homo erectus en Asie et non en Afrique.

### Doutes
Dans un article de Science paru en 1995 à propos de la découverte, plusieurs doutes furent émis, dont un par Milford H. Wolpoff : « Milford Wolpoff, de l'Université du Michigan, qui avait pu examiner la mandibule lors d'un voyage en Chine plusieurs années auparavant, n'était pas convaincu qu'il s'agissait d'une mandibule d'hominine : « Je crois que c'est une partie d'un Orang-outan ou d'un autre Pongo », déclarait-il. Il fondait cette conclusion sur l'usure d'une face de la prémolaire préservée, qui lui indiquait que la dent voisine manquante ressemblait plus à celle d'un orang-outan qu'à celle d'un humain. »
Jeffrey Schwartz et Ian Tattersall publièrent également un article dans Nature, dans lequel ils écrivaient que les dents trouvées à Longgupo étaient celles d'un orang-outan. D'autres ont alors estimé qu'elles n'entraient pas dans la gamme des variations des dents des orangs-outans, ce qui aurait exclu cette possibilité.
Plus récemment, le fragment de mandibule a été décrit comme ne pouvant être distingué de ceux de singes du genre Lufengpithecus vivant sur le territoire de l'actuelle Chine au Miocène supérieur,. Il a également été avancé que l'incisive pouvait être celle d'un humain récent entrée accidentellement sur le site, « apportée par l'eau ou d'autres forces dans la fissure des dépôts relativement anciens de la grotte de Longgupo ».
Dans le numéro du 18 juin 2009 de Nature, Russell Ciochon (en), qui avait le premier déclaré le fragment de mandibule de Longgupo comme humain, annonça qu'il avait changé d'avis et qu'il considérait maintenant qu'il appartenait à une espèce de singe éteinte et inconnue : « Je suis maintenant convaincu que le fossile de Longgupo et d'autres semblables ne représentent pas un humain pré-erectus, mais plutôt un ou plusieurs singes mystérieux qui vivaient au Pléistocène dans la forêt primaire d'Asie du Sud-Est. En revanche [je pense qu’] Homo erectus est arrivé en Asie il y a environ 1,6 million d'années, mais évitait la forêt et recherchait les plaines. Il n'y avait aucune espèce de pré-erectus en Asie du Sud, après tout. »
Russell Ciochon a changé d'avis car il ne croit plus, comme auparavant, que Gigantopithecus et Homo erectus coexistaient dans le même environnement - une réflexion dont il avait fait un livre en 1990, Other Origins : The Search for the Giant Ape in Human Prehistory (« Autres origines : à la recherche du singe géant dans la préhistoire humaine ») : « Sans l'hypothèse que Gigantopithecus et Homo erectus ont vécu ensemble, tout a changé : si les premiers humains ne faisaient pas partie de la faune Stegodon-Ailuropoda, j'ai dû envisager à la place un singe de la taille d'un chimpanzé : un descendant de Lufengpithecus ou un genre de singe précédemment inconnu. »
Un facteur clé dans son changement d'opinion fut une visite en 2005 au Museum d'Histoire Naturelle du Guangxi à Nanning, où il a examiné de nombreuses dents de primates du Pléistocène. Il estima également que les premiers humains ne vivaient pas dans les forêts subtropicales qui existaient à Longgupo à cette époque : « Homo erectus, de ce point de vue, chassait les mammifères herbivores dans les plaines, et n'a pas ou ne pouvait pas pénétrer dans la forêt subtropicale dense. »
Néanmoins, bien que Russell Ciochon ne croie plus que la mandibule appartenait à un être humain, il revendique toujours que les deux outils de pierre trouvés avec elle ont été faits par des humains. Mais d'après lui, « ils doivent être des ajouts plus récents au site ».

## Stratigraphie
Les dépôts sédimentaires dans le sol de la grotte ont plus de vingt-deux mètres d'épaisseur, dont dix contenant des fossiles, recouverts par douze mètres d'où ils sont absents. Depuis 2009, la stratigraphie de l'ancienne grotte a été entièrement revue et la distinction des couches clarifiée.

## Datation
En 2017, une équipe franco-chinoise incluant le chercheur français Éric Boëda a réétudié le site de Longgupo et les restes fossiles d'hominidé (C III) trouvés dans les niveaux 7 et 8, et a produit une nouvelle datation de la mandibule à 2,48 millions d'années. Le fragment de mandibule était associé dans la même couche à des outils lithiques et à des assemblages fauniques.

## Analyse
La question s'est posée de savoir si ce fossile pouvait être celui d'une espèce inconnue et éteinte de grand singe asiatique. À ce jour, trois genres ont été découverts à l'état fossile en Chine, le Lufengpithèque, le Gigantopithèque, et Pongo. Le Lufengpithèque a disparu entre 6 et 5 millions d'années et n'est connu que dans le sud de la Chine, au Yunnan et dans le nord-ouest du Guizhou, soit 1 000 km au sud-ouest de Longgupo. Bien que des dents de Gigantopithèque soient associées à la mandibule de Wushan, celle-ci a des dimensions trop petites pour leur correspondre. L'Orang-outan, ou Pongo, est connu en Chine depuis le Pléistocène mais son aire de répartition est comparable à Lufengpithecus et ne dépasse pas la province du Guizhou.
Dans l'état actuel des connaissances, l'attribution du fossile au genre Homo ou à un genre voisin reste envisageable. Elle est soutenue par la présence d'outils lithiques, l'absence de fossiles de Ponginae en Chine centrale, et par la découverte en 2016 d'activités de type anthropique à la même latitude, à Masol, en Inde sous-himalayenne, datées au moins de 2,7 Ma,. La théorie d'une sortie d'Afrique du genre Homo, ou d'un autre genre  d'hominine, antérieure à 2 millions d'années, ou celle d'un autre foyer d'hominisation, qui n'était pas encore pleinement admis jusqu'à présent pour Longgupo, se trouve ainsi vérifiée dans la plaine sous-himalayenne par des données archéozoologiques avec industrie lithique in situ et bien datées,